# Аркалык (городская администрация)
Городска́я администра́ция Аркалык, или го́род Аркалык (каз. Арқалық қалалық әкімдігі) — административно-территориальная единица Костанайской области. Административный центр — город Аркалык.

## История
Аркалыкский сельский район был образован 2 февраля 1963 года в составе Кустанайской области Целинного края. В январе 1965 года преобразован из сельского района в обычный район.
23 ноября 1970 года был передан в новую Тургайскую область. При этом город Аркалык получил статус города областного подчинения и был выведен из состава района. В 1971 году центром района стало село Родина.
2 июня 1988 года в связи с упразднением Тургайской области Аркалыкский район был передан в Кустанайскую область, но 17 августа 1990 года Тургайская область была восстановлена и Аркалыкский район был возвращён в её состав.
В 1997 году Тургайская область вновь была упразднена, одновременно с ней 17 июня 1997 года был упразднён и Аркалыкский район, позже появилась Аркалыкская городская администрация.

## Население
Население — 40813 человек (2010; 40876 в 2009, 41626 в 2008, 63173 в 1999).
Национальный состав (по состоянию на 2010 год):
- казахи — 30053 человек (73,64%)
- россияне — 5874 человек (14,39%)
- украинцы — 1464 человек (3,59%)
- татары — 886 человек
- белорусы — 555 человек
- башкиры — 354 человек
- молдаване — 310 человек
- немцы — 222 человек
- азербайджанцы — 214 человек
- чуваши — 119 человек
- чеченцы — 82 человека
- корейцы — 75 человек
- удмурты — 74 человека
- поляки — 64 человека
- мордва — 38 человек
- армяне — 32 человека
- ингуши — 1 человек
- другие — 396 человек.

## Состав
В состав администрации входят город Аркалык, 2 сельские администрации и 10 сельских округов:
- Аркалык (каз. Арқалық) — город, административный центр администрации.
- Екидинская сельская администрация (каз. Екідің ауылдық әкімдігi). Административный центр — село Екидин (каз. Екідің).
- Целинная сельская администрация (каз. Целинное ауылдық әкімдігі). Административный центр — село Целинное (каз. Целинное).
- Ангарский сельский округ (каз. Аңғар ауылдық округі). Административный центр — село Ангарское (каз. Аңғар).
- Ашутастинский сельский округ (каз. Ашутасты ауылдық округі). Административный центр — село Ашутасты (каз. Ашутасты).
- Восточный сельский округ (каз. Восточный ауылдық округі). Административный центр — село Восточное (каз. Восточный).
- Жалгызтальский сельский округ (каз. Жалғызтал ауылдық округі). Административный центр — село Жалгызтал (каз. Жалғызтал).
- Жанакалинский сельский округ (каз. Жаңақала ауылдық округі). Административный центр — село Жанакала (каз. Жаңақала).
- Кайындинский сельский округ (каз. Қайыңды ауылдық округі). Административный центр — село Кайынды (каз. Қайыңды).
- Коктауский сельский округ (каз. Көктау ауылдық округі). Административный центр — село Коктау (каз. Көктау).
- Молодёжный сельский округ (каз. Молодёжный ауылдық округі). Административный центр — село Молодёжное (каз. Молодёжный).
- Родинский сельский округ (каз. Родина ауылдық округі). Административный центр — село Родина (каз. Родина).
- Уштобинский сельский округ (каз. Үштөбе ауылдық округі). Административный центр — село Уштобе (каз. Үштөбе).
- Фурмановский сельский округ (каз. Фурманов ауылдық округі). Административный центр — село Фурманово (каз. Фурманов).

### История
18 декабря 2019 года были упразднены Аккошкарская сельская администрация и Ашутастинская сельская администрация, образован Ашутастинский сельский округ;  упразднены Матросовская сельская администрация и Молодёжненская сельская администрация, образован Молодёжный сельский округ; упразднены Мирненская сельская администрация и Родинская сельская администрация, образован Родинский сельский округ.